# 法国诗人协会

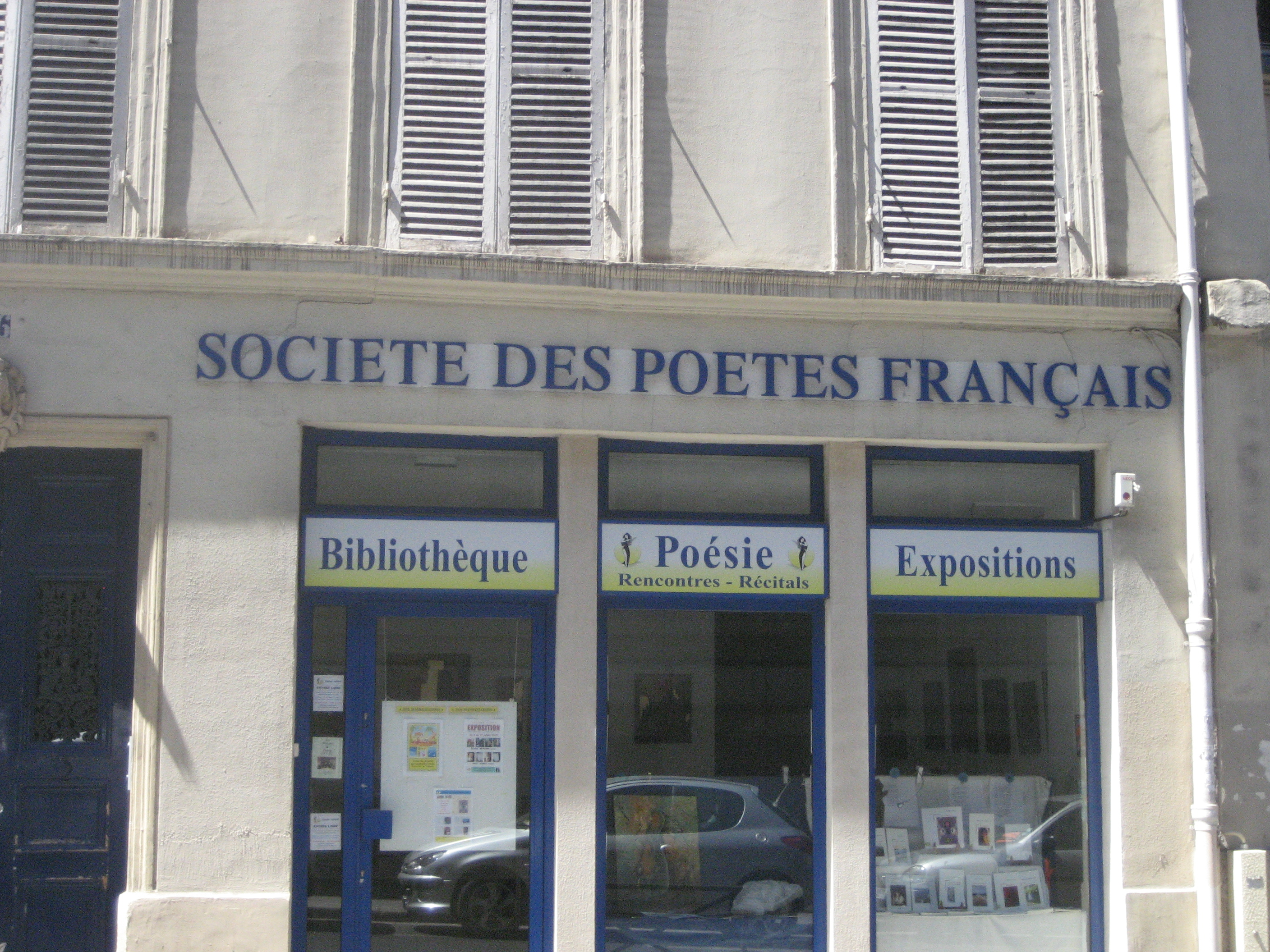
法国诗人协会

法国诗人协会(Société des poètes français，SPF)是法国最古老的诗歌协会，成立于1902年，由若瑟-马里亚·德·埃雷迪亚, 苏利·普吕多姆和莱昂Leon Dierx创立，在维克多·雨果诞生一百周年之际。第一任会长是Auguste Dorchain。 
1986年，它与“维克多·雨果之友, 保罗·魏尔伦之友协会”（Sociétés des Amis de Victor Hugo, des Amis de Paul Verlaine）以及“皮埃尔·高乃依之友协会”（des Amis de Pierre Corneille）合并。1998年开始出版当代诗人的作品，并且在2002年在巴黎王子先生街16号开设书店-画廊。现任会长是 Vital Heurtebise。
它出版季刊Agora，并参与许多诗歌奖项。